# Xian de Nyima
Le xian de Nyima (尼玛县 ; pinyin : Nímǎ Xiàn) est un district administratif de la région autonome du Tibet en Chine. Il est placé sous la juridiction de la préfecture de Nagchu.

## Démographie
La population du district était de 32 761 habitants en 1999.